# Grainville-sur-Odon
Grainville-sur-Odon és un municipi francès situat al departament de Calvados i a la regió de Normandia. L'any 2007 tenia 1.003 habitants.

## Demografia

### Població
El 2007 la població de fet de Grainville-sur-Odon era de 1.003 persones. Hi havia 306 famílies de les quals 36 eren unipersonals (16 homes vivint sols i 20 dones vivint soles), 95 parelles sense fills, 163 parelles amb fills i 12 famílies monoparentals amb fills.
La població ha evolucionat segons el següent gràfic:
Habitants censats

### Habitatges
El 2007 hi havia 325 habitatges, 317 eren l'habitatge principal de la família, 2 eren segones residències i 6 estaven desocupats. 323 eren cases i 2 eren apartaments. Dels 317 habitatges principals, 272 estaven ocupats pels seus propietaris i 45 estaven llogats i ocupats pels llogaters; 4 tenien dues cambres, 19 en tenien tres, 69 en tenien quatre i 226 en tenien cinc o més. 267 habitatges disposaven pel capbaix d'una plaça de pàrquing. A 98 habitatges hi havia un automòbil i a 212 n'hi havia dos o més.

### Piràmide de població
La piràmide de població per edats i sexe el 2009 era:
| Homes | Edats   | Dones |
| ----- | ------- | ----- |
| 4     | 95 o +  | 0     |
| 8     | 90 a 94 | 24    |
| 16    | 85 a 89 | 12    |
| 4     | 80 a 84 | 4     |
| 4     | 75 a 79 | 16    |
| 24    | 70 a 74 | 24    |
| 4     | 65 a 69 | 12    |
| 0     | 60 a 64 | 8     |
| 16    | 55 a 59 | 8     |
| 44    | 50 a 54 | 32    |
| 24    | 45 a 49 | 36    |
| 52    | 40 a 44 | 48    |
| 24    | 35 a 39 | 40    |
| 44    | 30 a 34 | 36    |
| 32    | 25 a 29 | 32    |
| 40    | 20 a 24 | 20    |
| 32    | 15 a 19 | 24    |
| 20    | 10 a 14 | 52    |
| 40    | 5 a 9   | 60    |
| 28    | 0 a 4   | 36    |

## Economia
El 2007 la població en edat de treballar era de 642 persones, 473 eren actives i 169 eren inactives. De les 473 persones actives 445 estaven ocupades (234 homes i 211 dones) i 28 estaven aturades (14 homes i 14 dones). De les 169 persones inactives 63 estaven jubilades, 66 estaven estudiant i 40 estaven classificades com a «altres inactius».

### Ingressos
El 2009 a Grainville-sur-Odon hi havia 317 unitats fiscals que integraven 924 persones, la mediana anual d'ingressos fiscals per persona era de 20.230 €.

### Activitats econòmiques
Dels 17 establiments que hi havia el 2007, 1 era d'una empresa de fabricació de material elèctric, 4 d'empreses de construcció, 1 d'una empresa de comerç i reparació d'automòbils, 5 d'empreses de transport, 2 d'empreses immobiliàries, 1 d'una empresa de serveis, 1 d'una entitat de l'administració pública i 2 d'empreses classificades com a «altres activitats de serveis».
Dels 5 establiments de servei als particulars que hi havia el 2009, 1 era una fusteria, 2 lampisteries, 1 perruqueria i 1 agència immobiliària.
L'any 2000 a Grainville-sur-Odon hi havia 5 explotacions agrícoles.

## Equipaments sanitaris i escolars
El 2009 hi havia 1 escola maternal integrada dins d'un grup escolar amb les comunes properes formant una escola dispersa i 1 escola elemental.

## Poblacions més properes
El següent diagrama mostra les poblacions més properes.